# 루이스 네투
루이스 카를로스 노보 네투(포르투갈어: Luís Carlos Novo Neto,1988년 5월 26일 ~)는 포르투갈의 축구 선수로 현재 스포르팅 CP에서 수비수로 활약하고 있다.